# Bednarskie
Bednarskie – przysiółek wsi Bednarka położonej w województwie małopolskim, w powiecie gorlickim, w gminie Lipinki. Stanowi samodzielne sołectwo.
W latach 1975–1998 miejscowość administracyjnie należała do województwa krośnieńskiego.